# Йохансон Сьорен Вульф
Йохансон Сьорен Вульф (Данська:Søren Wulff Johansson) (26 серпня 1971, Галс, Данія — 9 серпня 2020) — колишній данський десятиборець. Першим з данських спортсменів, дискваліфікований за вживання допінгу на два роки.
Йоханссон був членом наступних спортивних клубів: АК Ольборг до 1989, Спортивний Клуб Тронгардененс 1991/1992, Легка атлетика Спарта 1993, Спортивний клуб Копенгагенс 1994/1995. Виграв два юніорських чемпіонату Данії. Найкращим показником в десятиборстві є 7154 пунктів.
У 1989 році Йоханссон за незаконний обіг анаболіків був дискваліфікований на два роки. У 1995 він був дискваліфікований знову.